# かまくら

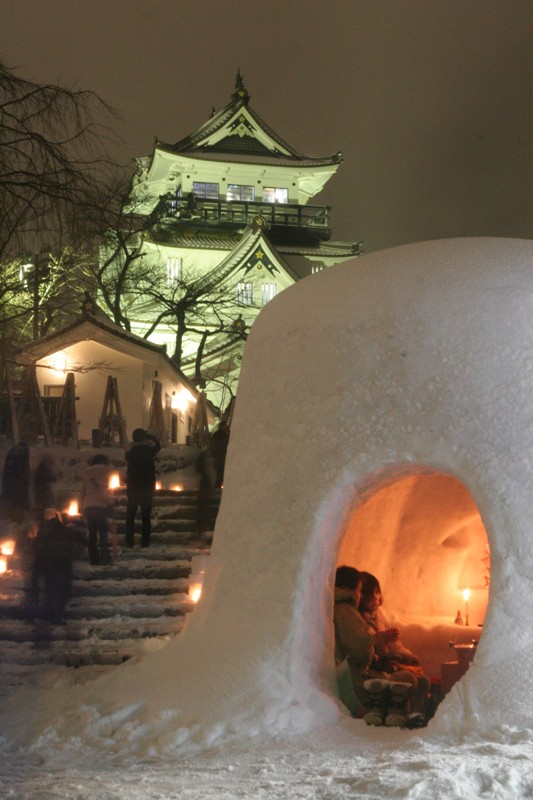
横手公園のかまくら

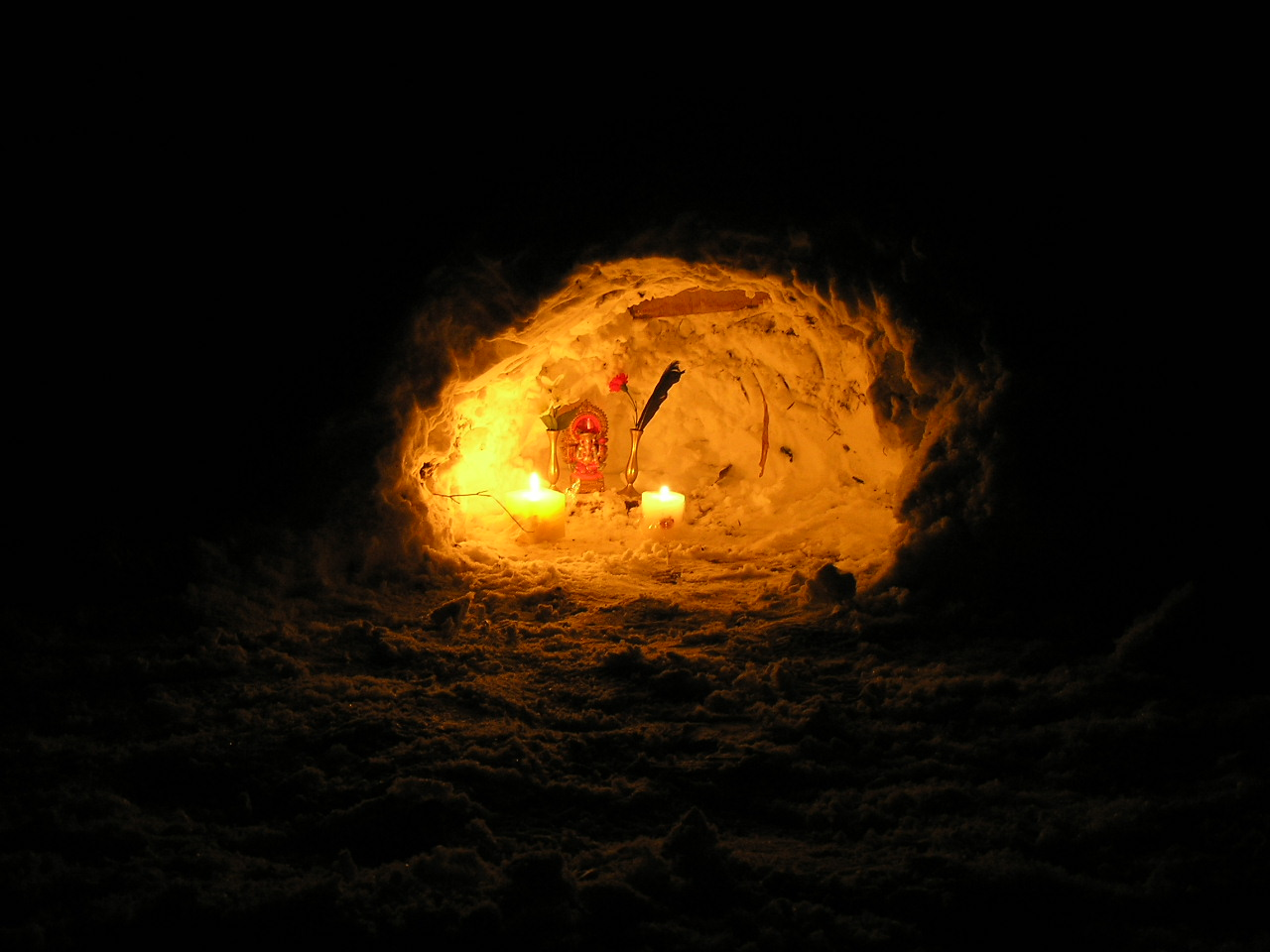
兵庫県のかまくら（積雪量が少なく小さいものが多い）

かまくらとは、秋田県、新潟県など日本の降雪地域に伝わる小正月の伝統行事、またそれによる構造物。雪で作った「家」（雪洞）の中に祭壇を設け、水神を祀る。
一般には、伝統行事で作られるものに限らず、雪洞自体が「かまくら」と呼ばれる。また、新潟県の魚沼地方では、同様の雪洞や行事のことを「ほんやら洞」という。
かまくらの語源は、形が竃（かまど）に似ているから「竃蔵」であるとする説や神の御座所「神座（かみくら）」が転じたものであるとする説などがある。

## 行事としての歴史
京都御所清涼殿で行われていた吉書焼きの左義長の遺風をうつしたものといわれ、鎌倉時代初期に二階堂氏がこの地方の地頭となった時に始まり、豊作祈願の火祭として続けられた。六郷（秋田県美郷町）のカマクラ行事の場合、現在の形が定着したのは江戸時代初期の頃といわれている。秋田県内にはこのほか仙北市（旧・角館町の火振りかまくら）や横手市などにも伝わっている。また、新潟県の魚沼地方では、「ほんやら洞」という同様の伝統行事が行われている。

## 秋田県のかまくら

### 横手のかまくら
毎年2月15日、16日に開催（2026年からは2月第2金曜・土曜に変更。横手の雪まつり#開催日の変更を参照。）され、横手市を代表する小正月行事となっている。雪洞の中に祭壇を設けて水神を祀り、その中で子どもたちが餅を焼いたり甘酒を温めたりして楽しむのが横手のかまくらとなっている。
元は旧暦1月17日に行われていたが、1952年（昭和27年）に新暦2月15日へと改められた。
横手のかまくらの起源を辿ると、横手の内町・外町で行われていた2つの行事に至る。横手川右岸に広がる「内町」は江戸時代における士族の町で、火祭りである「左義長」のかまくらが行われており、鎌倉大明神を祀る火祭りをかまくらと呼んでいた。左義長では四角い雪の壁の中に門松や注連縄などを入れ、供え物を供えてから燃やし、子どもの無事成長を祈った。一方、横手川左岸に広がる町人の町「外町」では、町内の井戸の側に水神様を祀る「水神祭り（おしずの神さんと呼ばれた）」を行っていた。当時、飲料水が乏しく井戸の水が生活において重要や役割を占めていたことや、稲作が盛んであることから水神に対する信仰が厚く、水利を良くするために水神を祀っていた。しかし、明治から大正にかけて各家庭にポンプ式井戸が普及し、水神を祀る水神祭は影が薄くなってしまった。そこで、子どもが遊びで作っていた雪洞の中に祭壇を移動させ、子どもたちは雪洞で遊ぶだけではなく、水神の神主としての役割を担うようになった。子どもたちが訪問者に対して「上がってたんせ」と声をかけ、もてなしていたという記録が残っており、子どもは欠かせない要素となっていた。これらの行事が合体したのは1897年（明治30年）前後と言われており、内町の左義長に外町の水神祭りが加わり、現在のような様式になったとされている。
1936年（昭和11年）にこの地を訪れたドイツ人建築家ブルーノ・タウトが『日本美の再発見』の中で、子供たちが雪洞の中に祭壇を設けて水神を祀り餅などを食べたり鳥追いの歌を歌ったりして遊んだりする、この素朴で幻想的な情景をと絶賛したこともあり、ますます盛んになり観光客が増えたという。しかし、その後の生活様式の変化の影響を受け、家々でのかまくら作りは激滅し、モデルかまくらを中心とした観光行事としての色合いが強くなった。
横手のかまくらの作り方は、次のとおり。雪を積み重ねて踏んだりシャベルで横から叩いたりして固めた後、雪を掻き出して空洞と出入り口をこしらえる。1人用は直径2メートル、大型の4〜5人入れるものは直径3.5メートルを目安とし、安全のため壁は十分な厚さを持たせる。観光化して設置数が増えたため、人や自動車の往来を妨げないように、かつての伏せた椀型から細身に形状が変化している。横手には、普段は農業などをしていて、かまくら作りを得意とする職人が16人（2019年12月時点）いるが、数が減ってきている。
- 横手公園会場のかまくら
- 民家苑木戸五郎兵衛村会場のかまくら
- よこてイースト会場のかまくら
- ミニかまくら

### 六郷のかまくら
「六郷のカマクラ行事」は、約700年の歴史があり重要無形民俗文化財となっている。
美郷町六郷地区では、延暦21年（802年）に征夷大将軍坂上田村麻呂が創建したという、秋田諏訪宮の小正月の神事として「かまくら行事」が2月11日から15日にかけ以下の日程で催される。観光行事としては、「竹うち」が行われる。
蔵開き
元旦から2月11日まで米の蔵出しを休む習わしで、蔵の前に据え膳をしてお灯明をともし、この日から蔵出しを始める。
天筆まつり
子どもたちは11日、天筆を書いて翌日に備える。この天筆は、吉書、書初めであり、子どもたちが自分のものは自分で書き、自分で書けない幼年者のものは父兄が代筆し、15日の夜にかまくらに持って行く。元々は男の子の人数分だけ天筆が書かれたが、現在は女の子の分も書かれる。
12日は市が開かれ小正月年越しの準備の日である。この日から天筆を長い青竹の先につけて戸外に立てておく。15日の竹打ちの3回目の決戦の際に、正月の注連飾り、神符や門松とともに天筆が焼かれる、天筆焼きが行われる。
鳥追い行事
13日あたりから、鳥追い小屋作りが始まる。鳥追い小屋と呼ばれる雪室は、雪を40cmくらいの厚さに四角に積み上げて、天井に茅を編んで作ったむしろを載せて作る。鳥追い小屋の中に「鎌倉大明神」が祀られ、子どもたちは互いに鳥追い小屋を訪問し合い、鳥追いの歌を歌ったりしてすごす。
15日になると小正月の餅つきが始まり、柳まゆ玉を作って神棚を飾る。まゆ玉は餅花、団子花ともいい柳の小枝にまゆ玉の餅を付けて作るが、これは稲穂をかたどったもので神棚や米俵の上に立てて豊作を祈願するものである。
竹打ち
2月15日午後7時頃に木貝が鳴り続け、各町内で必勝祈願出陣式を終えた若い衆が青竹を担ぎ駆け出す。そして、約5mほどの竹を上下に振り下ろし叩き合う竹うちが始まる。午後8時半頃に両軍の息詰まるような沈黙が破れると、場内は人と竹の修羅場となり竹の打ち合い、割れる音、相手を殴りつける掛け声、ライトの灯りが雪に青白く映じて奮戦する竹の勇士が闇の中に浮き出される。やがて9時頃、一際高く木貝が鳴り響けば、神官が松におをお払いし、これに点火して、3回目の決戦が行われる。天筆を焼くかがり火の中での決戦である。そして、この竹うちで北軍が勝てば豊作、南軍が勝てば米の値が上がると言い伝えられている。安全のため、対戦者は作業用安全ヘルメットの着用が義務付けられており、竹をつつくことは反則とされている。

### 楢山かまくら
秋田市のかまくら行事であり、雪で方形に作った囲いに藁で作った屋根をかぶせ中に水神・鎌倉大明神を祭る。かまくらの中には空の米俵を積んでおり、祭りの終りに一つずつ火をつけ火振りかまくらのように振り回す。
1910年に蝋燭の火がかまくらの屋根を焼く火災事件が発生したため、警察と消防により行事が禁止された。以後60年以上途絶えていたが1975年、太田町の町内会が子供行事として復活させ、現在も続けられている。

## 新潟県のほんやら洞
新潟県中越地方では、同様の雪洞や行事のことを「ほんやら洞」という。
「ほんやら洞」は、各地の雪祭りの行事のなかで多くつくられるが、「ほんやら洞」をメインにした行事としては、毎年2月に行われる小千谷市山谷、坪野地区の「山谷坪野ほんやら洞まつり」、南魚沼市の「六日町温泉ほんやら洞まつり」が有名である。「ほんやら洞」の行事の内容は、秋田県の六郷のかまくらと同様、子供たちが雪で室を作り、水神様をお祭りし、鳥追いの歌を歌う。つげ義春の漫画作品『ほんやら洞のべんさん』に鳥追いとともに情緒豊かに描かれた。

## 類例
酉小屋（とりごや）
積雪がほとんどない福島県いわき市で小正月に行われる伝統行事であり、無病息災を祈る風習。広い場所（水が引いた水田など）に年末に竹や茅で小屋を造り、神棚で神を祭る。1月8日、あるいは1月14日に小屋に火を点けて焚き上げるが、この火で焼いた餅を食べると風邪をひかないと言われる。少子化等で廃れつつあるが復活させる動きもある。

## かまくらを題材にした作品
- ほんやら洞のべんさん